# Правда је задовољена
Правда је задовољена (фр. Justice est faite) је француски драмски филм из 1950. године, режисера и ко-сценаристе Андреа Кајата. Бави се темом еутаназије, приказујући судски поступак у којем се жени суди да је убила смртно болесног послодавца на његов захтев. Освојио је Златног лава на Филмском фестивалу у Венецији, као и Златног медведа на Берлинском филмском фестивалу.

## Радња
Елза Лунденштајн је оптужена да је убила свог љубавника. Порота озбиљно расправља о случају. Сви чланови су на неки начин пуни предрасуда због личног животног искуства и сваки члан накнадно доноси различите закључке на основу датих чињеница.

## Улоге
| Глумац           | Улога              |
| ---------------- | ------------------ |
| Мишел Оклер      | Серж Кремер        |
| Антоан Балпетре  | председник суда    |
| Ремон Бусије     | Феликс Нобле       |
| Жак Кастело      | Жилбер де Монтесон |
| Жан Дебукор      | Мишел Кодрон       |
| Жан-Пјер Греније | Жан-Лик Флавје     |
| Клод Нолије      | Елза Лунденштајн   |
| Марсел Перес     | Еварист Малангре   |
| Ноел Роквер      | Теодор Андрије     |
| Валентина Тесје  | Марселин Микулан   |